# Arthur König (Politiker, 1950)

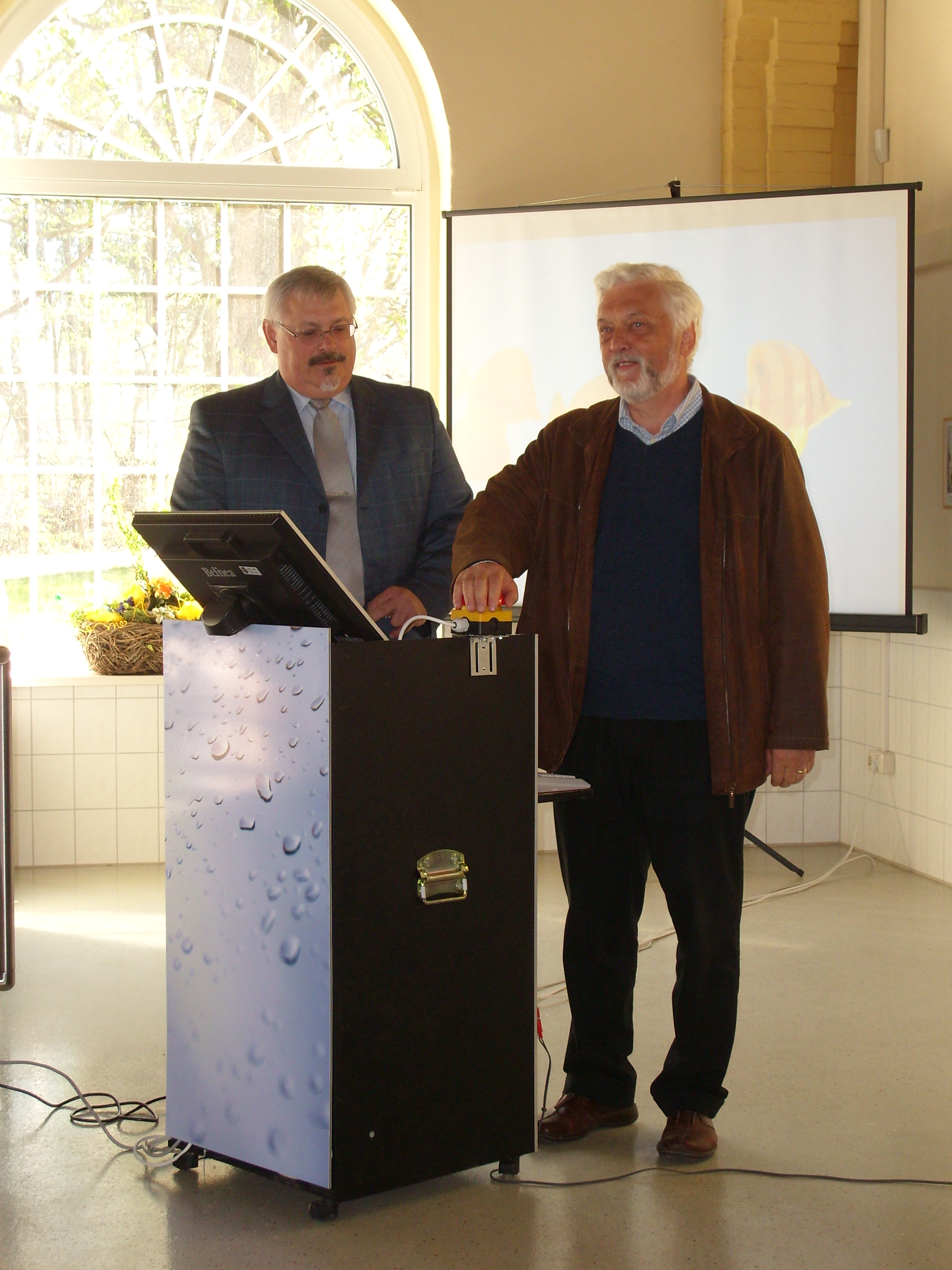
Arthur König (rechts) bei der offiziellen Inbetriebnahme des erneuerten Wasserwerks Groß Schönwalde am 18. April 2009

Arthur König (* 8. Dezember 1950 in Gardelegen) ist ein deutscher Politiker (CDU) und war Oberbürgermeister der Hansestadt Greifswald. Zuvor war er Abgeordneter im Landtag Mecklenburg-Vorpommern.

## Leben

### Ausbildung
König absolvierte das Abitur und eine Berufsausbildung zum Maschinenbauer in Gardelegen bis 1969. Danach studierte er von 1969 bis 1973 Physik an der Ernst-Moritz-Arndt-Universität Greifswald. Nach seinem Studium schloss sich eine Promotion an und er wurde wissenschaftlicher Mitarbeiter an der Medizinischen Fakultät der Universität Greifswald.

### Politik
König trat 1986 in die DDR-CDU ein und wurde nach der Wende 1990 in die Bürgerschaft der Hansestadt Greifswald gewählt, in der er 1994 bis 2001 die CDU-Fraktion führte.
Von 1998 bis 2001 war er für den Landtagswahlkreis Greifswald direkt gewählter Abgeordneter im Landtag Mecklenburg-Vorpommern, bis er im Jahre 2001 für den Posten des Oberbürgermeisters in Greifswalds kandidierte und die Wahl gewann. Er konnte sich 2001 im zweiten Wahlgang mit 51,2 % der Stimmen gegen Hinrich Kuessner (SPD) durchsetzen.
Für die Oberbürgermeisterwahl am 13. April 2008 trat König erneut als Kandidat der CDU an. Dabei siegte er im ersten Wahlgang mit 59,8 % der Stimmen und blieb für weitere sieben Jahre bis 2015 im Amt.
Im Mai 2015 gewann Stefan Fassbinder (Grüne) die Wahl zum Greifswalder Oberbürgermeister in einer Stichwahl mit 15 Stimmen Vorsprung. Da der CDU-Kandidat Jörg Hochheim zusammen mit einem Bürger das Ergebnis der Wahl angefochten hatte, blieb Arthur König vorläufig weiterhin Bürgermeister. Am 28. September 2015 stellte die Greifswalder Bürgerschaft fest, dass die Wahl gültig war, weshalb Fassbinder Oberbürgermeister wurde. Die offizielle Amtsübergabe erfolgte am 30. Oktober 2015.
König ist Vorsitzender des Aufsichtsrates der Stadtwerke Greifswald und Vorsitzender des Aufsichtsrates der Stromversorgung Greifswald GmbH. Während seiner Amtszeit als Oberbürgermeister war er auch stellvertretender Vorsitzender des Aufsichtsrates der Grimmener Stadtwerke, Mitglied des Aufsichtsrats der Gasversorgung Greifswald GmbH, Mitglied im Beirat der BioTechnikum Greifswald GmbH, Mitglied im Bildungsbeirat der BiG-Bildungszentrum in Greifswald gGmbH, Vorsitzender des Verwaltungsrates der Sparkasse Vorpommern und stellvertretendes Mitglied der Verbandsversammlung des Ostdeutschen Sparkassenverbands.

### Familie
Arthur König ist evangelischer Konfession, verheiratet und Vater eines Sohnes und einer Tochter.
Er ist mit der Lehrerin und ehemaligen Präses der Synode der Pommerschen Evangelischen Kirche Elke König (* 1956) verheiratet. Seine Ehefrau ist Mitglied des siebenköpfigen Präsidiums der Synode der Evangelischen Kirche in Deutschland.

## Werke
- Untersuchungen von selbsterregten Ionenschallinstabilitäten in einer Niederdruck-Gleichstromentladung. Greifswald, Univ., Math.-Naturwiss. Fak., Diss. A, 1979